# Trichosilia tzygankovi
Trichosilia tzygankovi är en fjärilsart som beskrevs av Igor Kozhanchikov 1925. Trichosilia tzygankovi ingår i släktet Trichosilia och familjen nattflyn. Inga underarter finns listade i Catalogue of Life.